# Sáros Miklós
Sáros Miklós, Steiner (1907. – ?) válogatott labdarúgó, fedezet, középcsatár.

## Pályafutása

### Klubcsapatban
A Budai 11, majd az Újpest labdarúgója volt, ahol  két bajnoki címet szerzett. A kapus kivételével minden poszton játszott és jó teljesítményt nyújtott. Csapatjátékban, küzdőképességben és fejjátékban is kitűnt a többiek közül.

### A válogatottban
1930-ban két alkalommal szerepelt a magyar labdarúgó-válogatottban. Első válogatott mérkőzésen jobbfedezetet, a másodikon középcsatárt játszott.

## Sikerei, díjai
- Magyar bajnokság
  - bajnok: 1930–31, 1932–33

## Statisztika

### Mérkőzései a válogatottban
| Magyarország | Magyarország      | Magyarország                    | Magyarország  | Magyarország | Magyarország  | Magyarország | Magyarország | Magyarország |
| #            | Dátum             | Helyszín                        | Hazai         | Eredmény     | Vendég        | Kiírás       | Gólok        | Esemény      |
| ------------ | ----------------- | ------------------------------- | ------------- | ------------ | ------------- | ------------ | ------------ | ------------ |
| 1.           | 1930. május 1.    | Prága                           | Csehszlovákia | 1 – 1        | Magyarország  | barátságos   | -            |              |
| 2.           | 1930. október 26. | Budapest, Hungária körúti pálya | Magyarország  | 1 – 1        | Csehszlovákia | barátságos   | -            |              |
|              | Összesen          |                                 |               | 2            | mérkőzés      |              | 0            | gól          |